# Red svetega Aleksandra Nevskega
Red svetega Aleksandra Nevskega (rusko орден Святого Александра Невского) je bil viteški red, ki ga je 21. maja 1725 ustanovila Katarina Velika v spomin na zasluge svetega Aleksandra Nevskega pri obrambi Rusije pred tujimi napadalci.
Namenjen  je bil osebam, ki so se odlikovale na političnem in vojaškem področju. Z razpadom Ruskega imperija je bil red ukinjen.

## Zgodovina
Cesarski Red svetega Aleksandra Nevskega je nameraval ustanoviti car Peter I. Ruski  (vladal 1682–1721) za nagrajevanje hrabrosti v boju, vendar je prezgodaj umrl. Red je ustanovila njegova naslednica carica  Katarina I. (vladala 1725–1727) v spomin na svetega Aleksandra Nevskega, zavetnika ruske prestolnice Sankt Peterburg, in njegovo obrambo Rusije pred tujimi napadalci. Red se je sprva podeljeval uglednim ruskim državljanom, ki so častno služili svoji domovini, večinoma v političnih ali vojaških službah.
Red je bil prvič podeljen ob poroki velike  vojvodinje Ane Petrovne Ruske in Karla Friderika, vojvode Holstein-Gottorpskega, 21. maja 1725. Nagrado je prejel ducat gostov, zato je prestiž reda hitro zaostal za Redom svetega Andreja in Redom svete Katarine.
Carica Katarina s tem ni bila zadovoljna in se je septembra 1725 odločila, kdo bo odtlej prejemal to visoko odlikovanje. Red svetega Aleksandra Nevskega je bil zatem deležen najvišjega spoštovanja in ga ponavadi niso podeljevali osebam, ki so bile nižje od generalpodpolkovnika ali enakega političnega statusa. 
Med odlikovanci sta bila tudi poljski kralj Avgust II. Močni in dansko-norveški kralj Friderik IV.

## Zapuščina
Red svetega Aleksandra Nevskega je bil po oktobrski revoluciji leta 1917 skupaj z drugimi cesarskimi redovi in naslovi ukinjen. 
Leta 1942 je Sovjetska zveza red oživila kot izključno vojaško odlikovanje in ga preimenovala v bolj posvetni Red Aleksandra Nevskega. Ruska federacija ga je kot Red svetega Aleksandra Nevskega oživila leta 2010.
Poglavarji ruske cesarske hiše v izgnanstvu so še naprej podeljujevali Red svetega Aleksandra Nevskega. Marija Vladimirovna, pretendentka na ruski prestol in na čelo ruskega cesarske  hiše, ga podeljuje kot  dinastični viteški red. njene zahteve spodbijajo nekateri člani družine Romanov.
Leta 2010 so raziskovalci iz Sankt Peterburga in Moskve izdali knjigo z imeni vseh prejemnikov izvirnega reda. Red je od leta 1725 do 1917 prejelo 3.674 odlikovancev.

## Insignije Reda
- Križec (1820-1830) (prednja stran)
- Zlat križec na črnem emajlu (1865)
- Zvezda s srebrnimi žarki na belem usnju (okoli 1840)
- Sovjetski Red Nevskega